# Klangregie
Klangregie ist ein von Luigi Nono und Karlheinz Stockhausen geprägter Begriff und bezeichnet den Spieler der Tontechnik bei Konzerten. Man sieht den Klangregisseur üblicherweise am Mischpult im Saal mit einer Partitur sitzen. Es gibt in der zeitgenössischen Musik viele Stücke, die eine Klangregie benötigen, d. h. die mit elektroakustischen Mitteln, Live-Elektronik und/oder Zuspielungen realisiert werden müssen. Dabei ist es unumgänglich, dass diese Technik von einem musikalisch kompetenten Fachmann bedient wird, der neben technischer Planung und Mischung auch mittels genauer Kenntnis der Partitur und kreativer Ideen zur Realisierung beiträgt.
Er konzipiert kompositionsspezifische Beschallungen, erstellt und programmiert Live-Elektronik und übernimmt die Steuerung und Programmierung der geforderten Abläufe.
Für den Klangregisseur ist das Tonmischpult ein Instrument, wie es für den Pianisten das Klavier oder die Klarinettistin die Klarinette ist. Und genau aus diesem Grund ist es für ihn völlig normal eine Partitur zu lesen, während er die Regler des Mischpults bedient.
Die Tätigkeit des Klangregisseurs vereint die Berufe Tonmeister, Toningenieur, Musiker und bedarf entsprechend vielfältiger Ausbildung. Zu einer umfassenden musikalischen und tontechnischen Ausbildung als Grundlage gesellen sich individuelle Schwerpunkte, wie z. B. Software-Entwicklung (Max/MSP, KYMA etc.) und/oder Systemplanung.

## Klangregisseure (Auswahl)
- Zoro Babel
- Mathis Nitschke
- Norbert Ommer
- Daniel Plewe
- Simon Stockhausen

## Studienmöglichkeiten (Auswahl)
- Hochschule für Musik Detmold
- Internationale Ensemble Modern Akademie